# Саша Планіншець
Саша Планіншець (нар. 2 червня 1995 ) — словенська волейболістка, центральний блокуючий. Гравець національної збірної.

## Клуби
| Роки      | Клуби                         |
| --------- | ----------------------------- |
| 2012–2017 | «Нова Бранік» (Марибор)       |
| 2017–2019 | «Дрезднер СК» (Дрезден)       |
| 2019–2020 | «Чжецзян Волейбол» (Цзясін)   |
| 2019–2020 | «Айдин Бююкшехір Беледієспор» |
| 2021-2022 | «Галатасарай» (Стамбул)       |
| 2022–2023 | «Айдин Бююкшехір Беледієспор» |
| 2023–2024 | «Цзянсі Шанжао Аофей»         |
| 2024–     | «Грот Будовляни» (Лодзь)      |

## Досягнення
Клубні успіхи
Чемпіонат MEVZA (Центральноєвропейська ліга) 
- Перше місце (2): 2013, 2015
- Друге місце (1): 2014
- Третє місце (1): 2017

Чемпіонат Словенії
- Перше місце (3): 2013, 2014, 2017
- Друге місце (2): 2015, 2016

Кубок Словенії
- Перше місце (3): 2015, 2016, 2017
- Друге місце (2): 2013, 2014

Кубок Німеччини
- Перше місце (1): 2018

Чемпіонат Німеччини
- Третє місце (1): 2018

Кубок Туреччини
- Друге місце (1): 2023

У збірній
Молодіжний чемпіонат світу (U-23) 
- Друге місце (1): 2017

Золота європейська ліга
- Третє місце (1): 2016

Срібна європейська ліга
- Друге місце (1): 2019
- Третє місце (1): 2022

## Статистика
Статистика виступів у збірній на чемпіонатах Європи:
| Рік  | Турнір           | Ігри | Сети | Очки | Ср.  | Місце | Примітки |
| ---- | ---------------- | ---- | ---- | ---- | ---- | ----- | -------- |
| 2015 | Чемпіонат Європи | 2    | 6    | 7    | 1,17 | 16    |          |
| 2019 | Чемпіонат Європи | 6    | 20   | 56   | 2,8  | 16    |          |
| 2023 | Чемпіонат Європи | 4    | 14   | 25   | 1,79 | 20    |          |